# Francesco Guicciardini (politico)

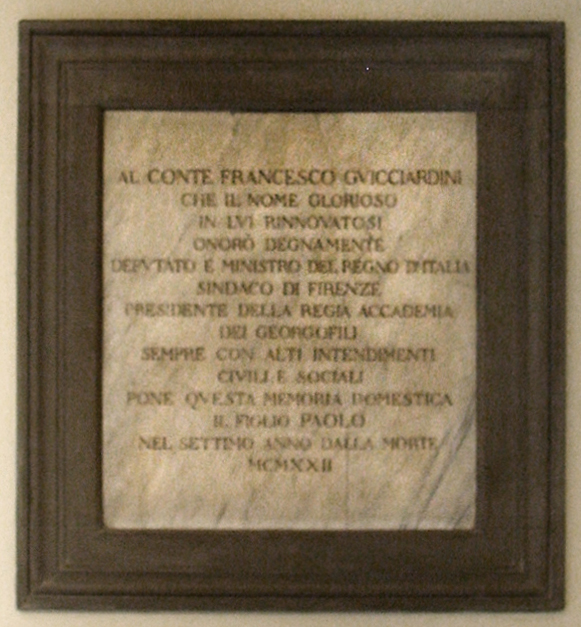
Targa commemorativa per il Conte Francesco Guicciardini, Palazzo Guicciardini, Firenze

Francesco Guicciardini (Firenze, 5 ottobre 1851 – Firenze, 1º settembre 1915) è stato un politico italiano che ricoprì le cariche di sindaco di Firenze e a livello nazionale di Ministro degli esteri e Ministro dell'agricoltura, dell'industria e del commercio.

## Biografia
Nato a Firenze nel 1851 nella nobile famiglia Guicciardini, Francesco si laureò in legge presso l'Università di Pisa e negli anni Settanta si dedicò alla professione forense. 
Cominciò nel frattempo anche la sua carriera pubblica, diventando consigliere comunale a Montopoli in Val d'Arno, di cui fu poi Sindaco dal 1875 al 1882. In questa veste si dedicò in particolare al problema della diffusione dell'istruzione e provvede a risanare le finanze del Municipio, dopo gli anni di amministrazione di Isidoro Falchi.
Collabora intanto con diversi circoli fiorentini, in particolare con la redazione della "Rassegna Settimanale" accanto a Sidney Sonnino e Pasquale Villari, sviluppando l'interesse per le questioni finanziarie e per la situazione agraria, che caratterizzeranno poi il suo operato da deputato. 
Fautore di posizioni centriste e ammiratore di Quintino Sella, Guicciardini entra in Parlamento nel 1882, dove tiene una linea di costante sostegno ai governi Depretis, tanto che tra 1884 e 1886 gli viene affidato l'incarico di segretario generale del ministero di Agricoltura, Industria e Commercio, interessandosi di problemi connessi allo sviluppo e al miglioramento della produzione agricola nazionale.
In questo periodo le sue convinzioni cominciano a spostarsi verso la Sinistra: incontrò Zanardelli e Giolitti e non esita ad intessere relazioni con i radicali che lo appoggiano nel 1889 quando diventa sindaco di Firenze. In seguito, appoggia il primo governo Giolitti, ma se ne distacca quando questi fu coinvolto nello scandalo della Banca romana. Dopo la parentesi fiorentina, rientrò in Parlamento nel 1892 come rappresentante del collegio di San Miniato.
Nel Governo di Rudinì II (10 marzo 1896-11 luglio 1896) e III (11 luglio 1896-14 dicembre 1897) fu quindi Ministro dell'agricoltura, dell'industria e del commercio.
Dopo la scomparsa di Zanardelli (1903), si riavvicinò a Sonnino, con il quale dette vita a un gruppo parlamentare di centro di opposizione liberal-conservatrice a Giolitti, divenendo il deputato più autorevole del Centro in Toscana. 
Fu anche un attento studioso di politica estera compiendo numerosi viaggi nel Mediterraneo. L’esperienza politica e le conoscenze accumulate in tale ambito gli valsero la chiamata al Ministero degli esteri nei due brevi governi diretti da Sonnino, nel 1906 (dall'8 febbraio al 29 maggio 1906) e nel 1909-1910 (dall'11 dicembre 1909 al 31 marzo 1910). 
Nello stesso tempo assunse la presidenza dell'Accademia dei Georgofili, succedendo a Ridolfi e rappresentando una delle figure più illuminate nell'ambito dell’aristocrazia fondiaria toscana.
Negli ultimi anni della sua vita si avvicinò a posizioni nazionaliste, appoggiando l'invasione della Tripolitania. Guardò con timore all'ingresso dell'Italia nella prima guerra mondiale ma alla fine dette voto favorevole alla proposta di conferimento al re di poteri eccezionali nel caso di guerra. 
Fu l’ultimo atto della sua vita politica: si spense a Firenze il 1 settembre 1915.